# Drużynowy Puchar Świata na Żużlu 2003
Drużynowy Puchar Świata 2003 (DPŚ) – trzecia edycja nowego systemu wyłaniania najlepszej drużyny na żużlu. Finały odbyły się w Danii, a tytułu bronili Australijczycy.

## Zasady
To turnieju przystąpiło 13 zespołów. Pięć z nich od turnieju eliminacji z którego do turnieju finałowego awansowały cztery zespoły.
W turnieju finałowych wystąpiło 12 reprezentacji, podzielonych na trzy półfinały po 4 zespoły. Z każdego półfinału do finału awansował tylko zwycięzca. Zespoły z drugich miejsc oraz dwa z trzecich (z większą liczbą punktów) wystąpiły w barażu. Baraż i finał odbywały się w obsadzie 5-osobowej (w biegach startowało po pięciu zawodników – piąta drużyna w jasnozielonych kaskach). Z barażu do finału awansowały dwie najlepsze drużyny.

## Eliminacje
W eliminacjach wystąpiły drużyny, które w zeszłorocznym DPŚ zajęły miejsca 11-12 (Słowenia i Niemcy) oraz Austria, Łotwa i Włochy. Do DPŚ nie zgłosiły się reprezentacje Stanów Zjednoczonych, która broniła 6. miejsca i Węgier, która zajęła 10. miejsce w 2002 roku.

### Dyneburg
11 maja 2003 – Dyneburg (Łotwa)
| Msc | | Drużyna / Zawodnik                                               | Biegi        | Punkty |
| --- | --- | ---------------------------------------------------------------- | ------------ | ------ |
| 1   | | Niemcy                                                           | Niemcy       | 65     |
| 1   | (1) Mirko Wolter (2) Thomas Stange (3) Ronny Weis (4) Matthias Schultz (5) Christian Hefenbrock                  | (3,4,4,4,4) (4,1,3,w,ns) (2,3,1,3,3) (4,2,1,3,2) (3,2,4,3,2)     | 19 8 12 14   |        |
| 2   | | Słowenia                                                         | Słowenia     | 62+4   |
| 2   | (1) Matej Žagar (2) Izak Šantej (3) Jernej Kolenko (4) Ales Dolinar (5) Denis Stojs                              | (w,3,4,4,4) (3,4,4,2,4) (3,3,d,3,3) (2,4,1,2,3) (4,d,w,1,1)      | 15+4 17 12 6 |        |
| 3   | | Łotwa                                                            | Łotwa        | 62+3   |
| 3   | (1) Andrejs Koroļevs (2) Vladimirs Voronkovs (3) Nikolai Kokin (4) Denis Popovich (5) Aleksander Biznya          | (2,4,3,4,4) (2,1,3,4,3) (4,3,2,2,2) (3,2,2,2,2) (1,2,2,3,0)      | 17+3 13 11 8 |        |
| 4   | | Włochy                                                           | Włochy       | 39     |
| 4   | (1) Armando Castagna (2) Alessandro Dalla Valle (3) Christian Miotello (4) Simone Terenzani (5) Emiliano Sanchez | (4,w,3,4,d,4) (0,w,-,0,-) (1,0,2,-,2) (w,1,1,1,3,1) (2,4,3,2,1)  | 15 0 5 7 12  |        |
| 5   | | Austria                                                          | Austria      | 19     |
| 5   | (1) Friedrich Wallner (2) Markus Pichler (3) Ivan Nagar (4) Rene Pfeiffer (5) Olivier Ozelt                      | (1,3,2,4,w) (1,2,w,d,1,1) (0,d,1,d,ns) (1,1,d,d,ns) (0,1,0,-,ns) | 10 5 1 2 1   |        |

## Półfinały
W turnieju finałowym wystąpiło 12 reprezentacji (osiem drużyn z zeszłorocznego DPŚ oraz cztery zespoły z eliminacji).

### (1) Holsted
3 sierpnia 2003 – Holsted (Dania)
| Msc | | Drużyna / Zawodnik                                               | Biegi        | Punkty |
| --- | -------------------------------------------------------------------------------------------------- | ---------------------------------------------------------------- | ------------ | ------ |
| 1   | | Dania                                                            | Dania        | 62     |
| 1   | (1) Nicki Pedersen (2) Hans Andersen (3) Bjarne Pedersen (4) Kenneth Bjerre (5) Hans Andersen      | (3,3,3,3,3) (3,2,d,3,2) (3,3,2,1,3) (1,3,3,2,3) (3,3,3,1,3)      | 15 10 12 13  |        |
| 2   | | Czechy                                                           | Czechy       | 50     |
| 2   | (1) Aleš Dryml (2) Lukáš Dryml (3) Bohumil Brhel (4) Tomáš Topinka (5) Jozef Franc                 | (2,2,2,1,1) (2,1,2,2,2,2) (2,2,2,3,3,3) (2,d,3,3,4J) (2,0,-,-,2) | 8 11 15 12 4 |        |
| 3   | | Finlandia                                                        | Finlandia    | 32     |
| 3   | (1) Kai Laukkanen (2) Kauko Nieminen (3) Tomi Reima (4) Joonas Kylmäkorpi (5) Juha Hautamäki       | (1,2,1,2,2,1) (0,1,1,1,0) (0,-,0,-,1) (3,4J,3,1,3,2) (0,1,2,0,0) | 9 3 1 16 3   |        |
| 4   | | Niemcy                                                           | Niemcy       | 10     |
| 4   | (1) Mirko Wolter (2) Martin Smolinski (3) Ronny Weis (4) Matthias Schultz (5) Christian Hefenbrock | (0,1,1,1,2J) (1,d,0,0,0) (1,0,1,0,0) (0,0,0,0,0) (1,1,0,0,0)     | 5 1 2 0 2    |        |

J - Joker: punkty zawodnika mnożone razy dwa

### (2) Outrup
4 sierpnia 2003 – Poole (Wielka Brytania)
| Msc | | Drużyna / Zawodnik                                               | Biegi           | Punkty |
| --- | --- | ---------------------------------------------------------------- | --------------- | ------ |
| 1   | | Australia                                                        | Australia       | 62     |
| 1   | (1) Todd Wiltshire (2) Ryan Sullivan (3) Leigh Adams (4) Jason Crump (5) Jason Lyons                  | (1,2,2,0,2) (2,2,2,2,3) (3,3,3,3,3) (3,3,3,3,2)                  | 7 11 15 14      |        |
| 2   | | Wielka Brytania                                                  | Wielka Brytania | 60     |
| 2   | (1) Scott Nicholls (2) Lee Richardson (3) David Norris (4) Gary Havelock (5) Dean Barker              | (2,2,3,2,2) (3,3,2,2,6J,3) (2,3,2,2,3) (2,2,2,-,2) (2,2,3,1,2)   | 11 19 12 8 10   |        |
| 3   | | Słowenia                                                         | Słowenia        | 28     |
| 3   | (1) Matej Žagar (2) Izak Šantej (3) Jernej Kolenko (4) Ales Dolinar (5) Denis Stojs                   | (3,1,1,3,4J,1) (1,0,1,1,1) (0,1,1,1,1,1) (1,1,0,1,1) (1,1,0,-,-) | 13 4 5 4 2      |        |
| 4   | | Włochy                                                           | Włochy          | 6      |
| 4   | (1) Andrea Maida (2) Simone Terenzani (3) Christian Miotello (4) Daniele Tessari (5) Simone Muratelli | (0,1,1,0,0) (0,0,0,-,-) (1,0,0,0,2J,0) (d,0,0,0,0) (0,0,1,0,0,0) | 2 0 3 0 1       |        |

J - Joker: punkty zawodnika mnożone razy dwa

### (3) Holsted
5 sierpnia 2003 – Holsted (Dania)
| Msc | | Drużyna / Zawodnik                                                 | Biegi         | Punkty |
| --- | --- | ------------------------------------------------------------------ | ------------- | ------ |
| 1   | | Polska                                                             | Polska        | 58     |
| 1   | (1) Tomasz Gollob (2) Tomasz Bajerski (3) Sebastian Ułamek (4) Piotr Protasiewicz (5) Jarosław Hampel | (2,2,3,3,3) (3,2,3,2,2) (2,1,2,3,3) (2,2,3,2,w) (3,3,3,3,1)        | 13 12 11 9 13 |        |
| 2   | | Szwecja                                                            | Szwecja       | 56     |
| 2   | (1) Tony Rickardsson (2) Mikael Max (3) Andreas Jonsson (4) Peter Karlsson (5) David Ruud             | (3,3,3,2,3) (1,2,2,2,2) (3,3,2,3,3) (3,3,2,2,3) (2,3,1,d,0)        | 14 9 14 13 6  |        |
| 3   | | Rosja                                                              | Rosja         | 28     |
| 3   | (1) Siergiej Darkin (2) Rienat Gafurow (3) Siemion Własow (4) Roman Poważny (5) Dienis Gizatullin     | (1,0,2,0,6J,-) (0,1,1,-,2,w) (1,1,1,1,2) (1,2,1,1,1,1) (1,0,1,-,0) | 9 4 6 7 2     |        |
| 4   | | Węgry                                                              | Węgry         | 9      |
| 4   | (1) Zoltán Adorján (2) Norbert Magosi (3) Sándor Tihanyi (4) Szabolc Vida (5) Csaba Hell              | (0,0,0,0,0) (2,1,0,1,1,2) (0,1,0,1,0,0) (0,0,0,-,-) (0,0,0,0,w)    | 0 7 2 0 0     |        |

J - Joker: punkty zawodnika mnożone razy dwa

## Baraż
W barażu wystąpiły zespoły z drugich miejsc (Wielka Brytania, Szwecja i Czechy) oraz dwa zespoły z lepszą zdobyczą punktową z trzecich miejsc (Finlandia 32 pkt i Rosja 28 pkt). Słowenia, która zdobyła także 28 punktów, była niżej sklasyfikowana od Rosji, dlatego też nie awansowała z trzeciego miejsca.

### Outrup
7 sierpnia 2003 – Outrup (Dania)
| Msc |                                                                                                   | Drużyna / Zawodnik                                                 | Biegi           | Punkty |
| --- | ------------------------------------------------------------------------------------------------- | ------------------------------------------------------------------ | --------------- | ------ |
| 1   |                                                                                                   | Wielka Brytania                                                    | Wielka Brytania | 80     |
| 1   | (1) Scott Nicholls (2) Dean Barker (3) Gary Havelock (4) Lee Richardson (5) David Norris          | (4,4,4,4,3) (0,4,2,4,4) (4,3,4,2,2) (4,3,4,3,4) (3,2,2,3,4)        | 19 14 15 18 14  |        |
| 2   |                                                                                                   | Szwecja                                                            | Szwecja         | 63     |
| 2   | (1) Andreas Jonsson (2) Mikael Max (3) Peter Ljung (4) Peter Karlsson (5) David Ruud              | (1,3,4,4,4,4) (3,4,3,w,2) (u,4,1,0,-) (2,4,2,3,3,4) (4,1,2,-,1)    | 20 12 5 18 8    |        |
| 3   |                                                                                                   | Czechy                                                             | Czechy          | 61     |
| 3   | (1) Aleš Dryml (2) Tomáš Topinka (3) Lukáš Dryml (4) Bohumil Brhel (5) Antonín Šváb               | (3,T,3,3,1,1) (4,2,1,3,6J,2) (3,0,2,2,3) (1,3,3,4,4,3) (2,2,-,-,-) | 11 18 10 18 4   |        |
| 4   |                                                                                                   | Finlandia                                                          | Finlandia       | 26     |
| 4   | (1) Kauko Nieminen (2) Joonas Kylmäkorpi (3) Juha Hautamaki (4) Kai Laukkanen (5) Tomi Reima      | (0,1,0,1,1) (2,2,d,0,2,0) (1,1,0,-,-) (3,2,3,2,1,2) (1,0,0,0,1)    | 3 6 2 13 2      |        |
| 5   |                                                                                                   | Rosja                                                              | Rosja           | 24     |
| 5   | (1) Siergiej Darkin (2) Rienat Gafurow (3) Dienis Gizatullin (4) Siemion Własow (5) Roman Poważny | (2,1,1,2,u,w) (1,3,1,2,0,w) (2,0,0,-,0) (0,0,1,-,-) (0,1,3,2,1,1)  | 6 7 2 1 8       |        |

J - Joker: punkty zawodnika mnożone razy dwa

## Finał

### Vojens
9 sierpnia 2003 – Vojens (Dania)
| Msc | | Drużyna / Zawodnik                                               | Biegi           | Punkty |
| --- | --- | ---------------------------------------------------------------- | --------------- | ------ |
| 1   | | Szwecja                                                          | Szwecja         | 62     |
| 1   | (1) Andreas Jonsson (2) Mikael Max (3) Peter Ljung (4) Peter Karlsson (5) David Ruud                  | (0,3,3,4,2) (4,4,2,4,8J,3) (2,4,0,0,4) (2,2,1,2,3) (3,1,0,-,1)   | 12 25 10 5      |        |
| 2   | | Australia                                                        | Australia       | 57     |
| 2   | (1) Jason Crump (2) Todd Wiltshire (3) Jason Lyons (4) Ryan Sullivan (5) Leigh Adams                  | (4,4,4,4,1) (3,2,4,4,2) (w,w,w,0,0) (3,1,3,2,1) (4,4,4,2,1)      | 17 15 0 10 15   |        |
| 3   | | Dania                                                            | Dania           | 53     |
| 3   | (1) Nicki Pedersen (2) Hans Andersen (3) Bjarne Pedersen (4) Ronni Pedersen (5) Charlie Gjedde        | (3,3,1,3,8J,3) (1,2,2,2,0) (4,0,1,w,4) (1,2,-,1,-) (2,w,4,1,3,2) | 21 7 9 4 12     |        |
| 4   | | Polska                                                           | Polska          | 49     |
| 4   | (1) Tomasz Gollob (2) Tomasz Bajerski (3) Jarosław Hampel (4) Sebastian Ułamek (5) Piotr Protasiewicz | (2,3,2,3,6J,4) (2,0,3,1,0) (1,1,4,0,3,4) (4,1,0,1,-) (1,3,w,0,-) | 20 6 13 6 4     |        |
| 5   | | Wielka Brytania                                                  | Wielka Brytania | 44     |
| 5   | (1) Gary Havelock (2) Dean Barker (3) David Norris (4) Lee Richardson (5) Scott Nicholls              | (1,0,2,-,w) (0,1,2,2,1) (3,3,1,1,0) (0,8J,3,1,2) (0,2,3,3,3,2)   | 3 6 8 14 13     |        |

J - Joker: punkty zawodnika mnożone razy dwa

## Klasyfikacja końcowa
| Msc | Drużyna         |
| --- | --------------- |
| 1.  | Szwecja         |
| 2.  | Australia       |
| 3.  | Dania           |
| 4.  | Polska          |
| 5.  | Wielka Brytania |
| 6.  | Czechy          |
| 7.  | Finlandia       |
| 8.  | Rosja           |
| 9.  | Słowenia        |
| 10. | Niemcy          |
| 11. | Włochy          |
| 12. | Łotwa           |